# Маніла (Індіана)
Маніла (англ. Manilla) — переписна місцевість (CDP) в США, в окрузі Раш штату Індіана. Населення — 230 осіб (2020).

## Географія
Маніла розташована за координатами 39°34′22″ пн. ш. 85°37′19″ зх. д. / 39.57278° пн. ш. 85.62194° зх. д. (39.572711, -85.622005).  За даними Бюро перепису населення США в 2010 році переписна місцевість мала площу 0,58 км², уся площа — суходіл.

## Демографія
Згідно з переписом 2010 року, у переписній місцевості мешкало 267 осіб у 110 домогосподарствах у складі 71 родини. Густота населення становила 457 осіб/км².  Було 119 помешкань (204/км²).
Расовий склад населення:
| - 96,3 % — білих - 1,1 % — азіатів - 0,4 % — корінних американців - 1,9 % — осіб інших рас |

До двох чи більше рас належало 0,4 %. Частка іспаномовних становила 2,6 % від усіх жителів.
За віковим діапазоном населення розподілялося таким чином: 21,3 % — особи молодші 18 років, 65,2 % — особи у віці 18—64 років, 13,5 % — особи у віці 65 років та старші. Медіана віку мешканця становила 44,3 року. На 100 осіб жіночої статі у переписній місцевості припадало 107,0 чоловіків;  на 100 жінок у віці від 18 років та старших — 101,9 чоловіків також старших 18 років.
Середній дохід на одне домашнє господарство  становив 65 903 долари США (медіана — 78 214), а середній дохід на одну сім'ю — 84 482 долари (медіана — 79 911). За межею бідності перебувало 27,1 % осіб, у тому числі 100,0 % дітей у віці до 18 років та 22,9 % осіб у віці 65 років та старших.
Цивільне працевлаштоване населення становило 135 осіб. Основні галузі зайнятості: виробництво — 37,8 %, освіта, охорона здоров'я та соціальна допомога — 22,2 %, будівництво — 18,5 %.